# Shizi (köpinghuvudort i Kina, Hubei Sheng, lat 30,39, long 115,60)
Shizi (kinesiska: 狮子) är en köpinghuvudort i Kina. Den ligger i provinsen Hubei, i den centrala delen av landet, omkring 130 kilometer öster om provinshuvudstaden Wuhan. Antalet invånare är 42 447. Befolkningen består av 20 731 kvinnor och 21 716 män. Barn under 15 år utgör 24,0 %, vuxna 15-64 år 63 %, och äldre över 65 år 11,0 %.
Runt Shizi är det tätbefolkat, med 427 invånare per kvadratkilometer. Närmaste större samhälle är Liuhe, 10,0 km söder om Shizi. Trakten runt Shizi består till största delen av jordbruksmark.
Genomsnittlig årsnederbörd är 1 892 millimeter. Den regnigaste månaden är maj, med i genomsnitt 282 mm nederbörd, och den torraste är januari, med 46 mm nederbörd.